# Eiserne Hand (Koblenzer Stadtwald)

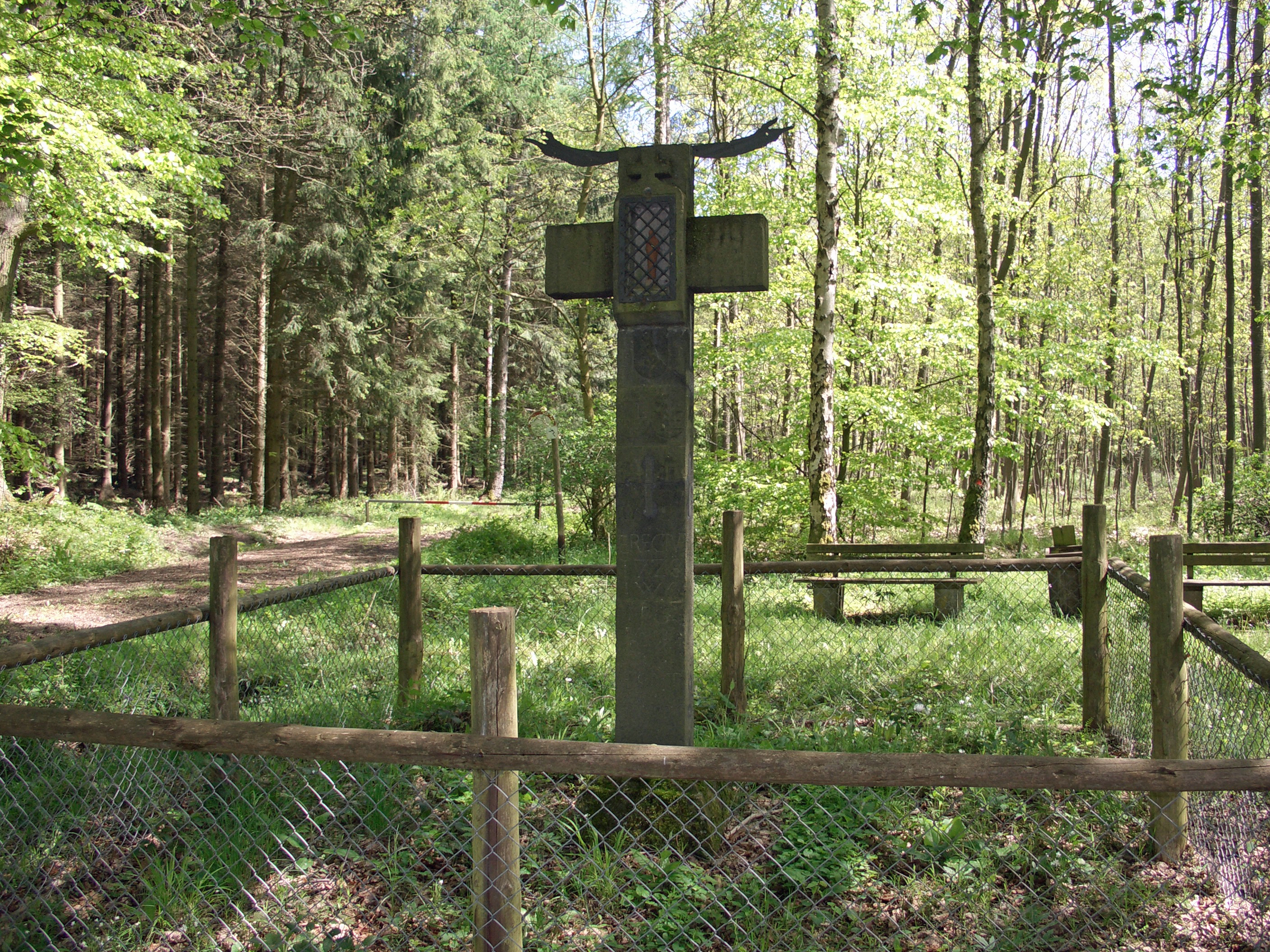
Eiserne Hand im Koblenzer Stadtwald.

Die Eiserne Hand ist der Name eines denkmalgeschützten Basaltkreuzes im Koblenzer Stadtwald, Rheinland-Pfalz. 

## Beschreibung
Das 2,70 m hohe Kreuz steht an einer alten römischen Straße, der Ausoniusstraße, die heute noch als Forstweg erkennbar ist. Es besitzt zwischen den Querbalken eine Nische, die Querbalken selbst tragen die Jahreszahl 1677, auf dem Schaft finden sich mehrere Initialen und Hausmarken sowie die Inschrift ERECTUM 1728, weiter unten findet sich noch die Jahreszahl [17]98, die vermutlich auf eine weitere Wiederherstellung hindeutet. Am oberen Ende des Kreuzes ist links und rechts jeweils eine (neue) aus Eisenblech bestehende Hand angebracht, die in Richtung des vorbeiführenden Weges zeigt.

## Geschichte
Die Jahreszahl 1677 auf den Querbalken des Kreuzes könnte sich auf die erste Errichtung beziehen; der ausdrückliche Hinweis Erectum 1728 auf eine Erneuerung. Die Hausmarken und Initialen gehören vermutlich zu Koblenzer Waldförstern, die das Kreuz errichteten und/oder erneuerten. Möglicherweise war das Kreuz ursprünglich das Ziel einer Prozession, da die im oberen Teil angebrachte Nische bei vergleichbaren Kreuzen als Möglichkeit zum Abstellen der mitgeführten Hostie interpretiert wird (die heute darin stehende Figur ist eine moderne Zutat). Dies liegt auch deshalb nahe, weil die Grenze des alten Koblenzer Stadtwaldes in der Nähe verläuft und solche Prozessionen häufig entlang der Gemarkungsgrenzen durchgeführt wurden. 
Zur Erklärung des Namens und der heute am Kreuz befestigten Eisenhände wird eine Sage angeführt, nach der ein Ritter Kuno, Verwalter der Burg Stolzenfels, nachts betrunken an dieser Stelle seiner Frau begegnet sein soll, die ihn erschrecken wollte, um ihn in Zukunft vom Trinken abzuhalten. Er habe sie aber nicht erkannt und ihr im Kampf eine Hand abgeschlagen. Aus Reue habe er dann das Kreuz mit den beiden Eisenhänden errichten lassen, eine zeige nach Kobern, woher er kam, die andere nach Stolzenfels, wo er zukünftig bei seiner Frau bleiben wolle. Für diese Erzählung gibt es allerdings keine historischen Belege, vermutlich ist sie wie viele andere „uralte“ Sagen eine Erfindung der Romantik.
Die moderne Interpretation, wonach die eisernen Hände als Wegweiser dienten, ist aber vermutlich ebenfalls nicht zutreffend, da die Bezeichnung Eiserne Hand nur auf eine solche hindeutet. Vermutlich bezieht sich der Name auf das Symbol der Hand als Zeichen für eine Rechtsgrenze und als Hinweis auf das Abhauen der Hand als Strafe für Forstfrevel. Nach dieser Interpretation verweist das Kreuz also auf die in der Nähe verlaufende Grenze des Stadtwaldes und den damit verbundenen Rechtsbezirk. Die beiden Hände als Wegweiser wurden wohl erst angebracht, als diese alte Bedeutung vergessen war.
In der Nähe steht am gleichen Weg ein weiteres, etwa 48 cm hohes Kreuz, das sogenannte Bäckerkreuz; es zeigt neben einer unleserlichen Inschrift ein Brot (oder einen Weck) sowie eine Brezel und stammt vermutlich aus der Zeit um 1600. Wahrscheinlich war es das Grabkreuz eines Bäckers, das später als Wegekreuz in den Wald versetzt wurde.